# Masaru Ibuka
Masaru Ibuka, född 11 april 1908 i Nikko City, Japan, död 19 december 1997 i Tokyo. En av Sonys grundare.
Han tog sin examen 1933 vid Wasada University där han snabbt fick sitt smeknamn "genius inventor”. Efter examen arbetade han i ett laboratorium för tillverkning av film.
År 1945 lämnade han företaget och grundade en egen radioverkstad i Tokyo. Masaru var med och grundade Sony Corporation år 1946 (från början hette företaget Tokyo Telecommunications Engineering Corporation) tillsammans med Akio Morita.
Masaru var verksam som VD över Sony från 1950 till 1971, och satt då som styrelseordförande mellan 1971 och 1976.
Han lämnade företaget efter sin roll som ordförande, men han var en rådgivare ända fram till sin död år 1997, då han avled av en hjärtattack.
Masaru var ordförande för det Japanska scoutförbundet. Han tilldelades 1991 världsscoutings högsta utmärkelse Bronsvargen. 